# Резолюция Совета Безопасности ООН 1013
Резолюция Совета Безопасности Организации Объединённых Наций 1013 (код — S/RES/1013), принятая 7 сентября 1995 года, сославшись на резолюции 918 (1994), 997 (1995) и 1011 (1995) по ситуации в Руанде, учредил международную комиссию по расследованию поставок оружия бывшим правительственным силам Руанды в районе Великих озёр Африки.
Заир (сейчас Демократическая Республика Конго) предложил создать международную комиссию для расследования поставок оружия бывшим правительственным силам Руанды. Совет признал, что это оказывает дестабилизирующее влияние на регион и что его можно предотвратить совместными усилиями всех правительств. Была вновь выражена обеспокоенность по поводу нарушения эмбарго на поставки оружия в Руанду.
Генеральный секретарь ООН Бутрос Бутрос-Гали был уполномочен учредить комиссию по расследованию со следующим мандатом:
(a) расследовать поставки оружия бывшим правительственным силам Руанды в районе Великих Африканских озёр в нарушение эмбарго на поставки оружия;

(b) расследовать утверждения о том, что такие силы проходили подготовку с целью дестабилизации Руанды;

(c) установить стороны, которые поставляют оружие;

(d) рекомендовать меры, которые позволят положить конец незаконному потоку оружия в субрегионе.
Комиссия будет состоять из пяти-десяти беспристрастных и уважаемых экспертов в области права, военного дела и полиции. Всем странам и организациям было предложено предоставить в комиссию по расследованию информацию, касающуюся мандата комиссии. В течение трех месяцев Генеральный секретарь должен был представить доклад о решениях комиссии и её рекомендациях.
Всем странам, в которых будет действовать комиссия, было предложено:
(a) принять меры для того, чтобы комиссия могла работать свободно и безопасно;

(b) предоставлять любую информацию, запрашиваемую комиссией;

(c) разрешить доступ в любое место, включая пограничные пункты, аэропорты и лагеря беженцев;

(d) принять меры для обеспечения свободы свидетелей и экспертов и гарантировать безопасность своих членов;

(e) предоставить свободу передвижения членам комиссии, чтобы она могла беспрепятственно проводить опросы;

(f) предоставить соответствующие привилегии и иммунитеты своим членам в соответствии с Конвенцией о привилегиях и иммунитетах Организации Объединённых Наций.
Наконец, государства-члены призвали обеспечить финансирование, которое позволило бы комиссии выполнить свой мандат.